# Прусіновиці (Мазовецьке воєводство)
Прусіновиці (пол. Prusinowice) — село в Польщі, у гміні Сьверче Пултуського повіту Мазовецького воєводства.
Населення — 240 осіб (2011).
У 1975-1998 роках село належало до Цехановського воєводства.

## Демографія
Демографічна структура станом на 31 березня 2011 року:
|          | Загалом | Допрацездатний вік | Працездатний вік | Постпрацездатний вік |
| -------- | ------- | ------------------ | ---------------- | -------------------- |
| Чоловіки | 130     | 22                 | 100              | 8                    |
| Жінки    | 110     | 16                 | 66               | 28                   |
| Разом    | 240     | 38                 | 166              | 36                   |